# Élections départementales de 2015 en Charente
Les élections départementales ont lieu les 22 et 29 mars 2015.

## Contexte départemental

### Modifications à la suite de la réforme de 2013
À compter du scrutin de 2015, les « élections départementales » et les « conseils départementaux » remplacent les « élections cantonales » et les « conseils généraux », en vertu de la loi du 17 mai 2013. Le mode de scrutin est également modifié, passant à un renouvellement intégral des conseils au scrutin binominal majoritaire pour un mandat de 6 ans (au lieu d'un renouvellement par moitié au scrutin uninominal tous les 3 ans).

#### Mode de scrutin
L'élection des conseillers départementaux a lieu au scrutin binominal majoritaire à deux tours. Dans chaque canton, les candidatures prennent la forme d'un binôme composé d'une femme et d'un homme (auxquels s'ajoutent deux suppléants, une femme et un homme également). Le corps électoral est celui des électeurs français inscrits dans une des communes du canton.
Pour être élu au premier tour, un binôme doit obtenir au moins la majorité absolue des suffrages exprimés et un nombre de suffrages égal à au moins 25 % des électeurs inscrits. Si aucun binôme n'est élu au premier tour, peuvent se présenter au second tour les deux binômes arrivés en tête et ceux qui ont obtenu un nombre de suffrages au moins égal à 12,5 % des électeurs inscrits. Est élu au second tour le binôme qui obtient le plus grand nombre de voix.

#### Redécoupage des cantons
Pour permettre l'organisation du scrutin binominal, un redécoupage des cantons a été effectué.
En Charente, le Décret no 2014-195 du 20 février 2014 portant délimitation des cantons dans le département de la Charente a défini 19 cantons:
- canton no 1 (Angoulême-1) ;
- canton no 2 (Angoulême-2) ;
- canton no 3 (Angoulême-3) ;
- canton no 4 (Boëme-Echelle) ;
- canton no 5 (Boixe-et-Manslois) ;
- canton no 6 (Charente-Bonnieure) ;
- canton no 7 (Charente-Champagne) ;
- canton no 8 (Charente-Nord) ;
- canton no 9 (Charente-Sud) ;
- canton no 10 (Charente-Vienne) ;
- canton no 11 (Cognac-1) ;
- canton no 12 (Cognac-2) ;
- canton no 13 (La Couronne) ;
- canton no 14 (Gond-Pontouvre) ;
- canton no 15 (Jarnac) ;
- canton no 16 (Touvre-et-Braconne) ;
- canton no 17 (Tude-et-Lavalette) ;
- canton no 18 (Val de Nouère) ;
- canton no 19 (Val de Tardoire).

Il y aura donc 38 conseillers généraux en Charente, contre 35 auparavant.

### Primaires pour les investitures socialistes
Pour chaque canton, le Parti socialiste a organisé une primaire ouverte à ses adhérents pour désigner le binôme qu'il soutiendrait lors de ces élections.
Dans certains cantons, des tensions existent car certains binômes ont été préférés aux sortants, comme Jean-Pierre Montauban sur Charente-Bonnieure ou Janine Guinandie sur Angoulême 3.

### Assemblée départementale sortante
Avant les élections, le conseil général de la Charente est présidé par Michel Boutant (PS). Il comprend 35 conseillers généraux issus des 35 cantons de la Charente. Après le redécoupage cantonal de 2014, ce sont 38 conseillers départementaux qui seront élus au sein des 19 nouveaux cantons de la Charente.
| Parti                                | Sigle | Sigle | Élus |
| ------------------------------------ | ----- | ----- | ---- |
| Majorité (23 sièges)                 |       |       |      |
| Parti socialiste                     |       | PS    | 13   |
| Divers gauche                        |       | DVG   | 9    |
| Parti communiste français            |       | PCF   | 1    |
| Opposition (12 sièges)               |       |       |      |
| Divers droite                        |       | DVD   | 7    |
| Union des démocrates et indépendants |       | UDI   | 3    |
| Union pour un mouvement populaire    |       | UMP   | 2    |
| Président du Conseil général         |       |       |      |
| Michel Boutant (PS)                  |       |       |      |

### Assemblée départementale élue
En 2015, l'assemblée départementale est dirigée par le groupe de l'Union de la droite et du centre, rassemblant des élus UMP, UDI et DVD sous la présidence de Jean-Hubert Lelièvre.
L'opposition constitue un groupe, avec l'ensemble des élus de sensibilité de gauche, présidé par Philippe Bouty.
| Parti                                | Sigle | Sigle | Élus |
| ------------------------------------ | ----- | ----- | ---- |
| Majorité (20 sièges)                 |       |       |      |
| Divers droite                        |       | DVD   | 12   |
| Union des démocrates et indépendants |       | UDI   | 5    |
| Union pour un mouvement populaire    |       | UMP   | 2    |
| Divers gauche                        |       | DVG   | 1    |
| Opposition (18 sièges)               |       |       |      |
| Parti socialiste                     |       | PS    | 11   |
| Divers gauche                        |       | DVG   | 4    |
| Front de gauche                      |       | FG    | 2    |
| Europe Écologie Les Verts            |       | EÉLV  | 1    |
| Président du Conseil départemental   |       |       |      |
| François Bonneau (DVD)               |       |       |      |

## Résultats à l'échelle du département

### Résultats par nuances du ministère de l'Intérieur
Les nuances utilisées par le ministère de l'Intérieur ne tiennent pas compte des alliances locales.
| Binômes        | Binômes            | Premier tour | Premier tour | Second tour | Second tour | Sièges |
| Binômes        | Binômes            | Voix         | %            | Voix        | %           | Sièges |
| -------------- | ------------------ | ------------ | ------------ | ----------- | ----------- | ------ |
|                | Union de la droite | 40 509       | 33,13        | 55 954      | 49,10       | 20     |
|                | DVD                | 2 676        | 2,19         |             |             |        |
| Droite         | Droite             | 43 185       | 35,32        | 55 954      | 49,10       | 20     |
|                |                    |              |              |             |             |        |
|                | Union de la gauche | 41 303       | 33,78        | 44 374      | 38,94       | 16     |
|                | FG                 | 8 018        | 6,56         |             |             |        |
|                | DVG                | 4 719        | 3,86         | 3 291       | 2,89        | 2      |
| Gauche         | Gauche             | 54 040       | 44,20        | 47 665      | 41,83       | 18     |
|                |                    |              |              |             |             |        |
|                | FN                 | 24 218       | 19,81        | 10 342      | 9,08        | 0      |
|                | EXD                | 836          | 0,68         |             |             |        |
| Extrême droite | Extrême droite     | 25 054       | 20,49        | 10 342      | 9,08        | 0      |
|                |                    |              |              |             |             |        |
| Inscrits       | Inscrits           | 259 630      | 100,00       | 248 526     | 100,00      |        |
| Abstentions    | Abstentions        | 129 242      | 49,78        | 123 032     | 49,50       |        |
| Votants        | Votants            | 130 388      | 50,22        | 125 494     | 50,50       |        |
| Blancs         | Blancs             | 4 932        | 3,78         | 6 955       | 5,54        |        |
| Nuls           | Nuls               | 3 177        | 2,44         | 4 578       | 3,65        |        |
| Exprimés       | Exprimés           | 122 279      | 93,78        | 113 961     | 90,81       |        |

### Résultats par canton
| Canton                   | Conseiller sortant    | Parti              | Parti       | Conseiller élu             | Parti           | Parti           |
| ------------------------ | --------------------- | ------------------ | ----------- | -------------------------- | --------------- | --------------- |
| Aigre                    | Franck Bonnet         |                    | PS          | Canton supprimé            | Canton supprimé | Canton supprimé |
| Angoulême-Est            | Jeanine Guinandie     |                    | PS          | Canton supprimé            | Canton supprimé | Canton supprimé |
| Angoulême-Nord           | Frédéric Sardin       |                    | PS          | Canton supprimé            | Canton supprimé | Canton supprimé |
| Angoulême-Ouest          | David Comet           |                    | PS          | Canton supprimé            | Canton supprimé | Canton supprimé |
| Angoulême-1              | Canton créé           | Canton créé        | Canton créé | Agnès Bel                  |                 | DVD             |
| Angoulême-1              | Canton créé           | Canton créé        | Canton créé | Samuel Cazenave            |                 | UDI             |
| Angoulême-2              | Canton créé           | Canton créé        | Canton créé | Annick Richard             |                 | PS              |
| Angoulême-2              | Canton créé           | Canton créé        | Canton créé | Frédéric Sardin            |                 | PS              |
| Angoulême-3              | Canton créé           | Canton créé        | Canton créé | Stéphanie Garcia           |                 | DVD             |
| Angoulême-3              | Canton créé           | Canton créé        | Canton créé | François Nebout            |                 | DVD             |
| Aubeterre-sur-Dronne     | Alain Rivière         |                    | PS          | Canton supprimé            | Canton supprimé | Canton supprimé |
| Baignes-Sainte-Radegonde | Véronique Baudet*     |                    | DVD         | Canton supprimé            | Canton supprimé | Canton supprimé |
| Barbezieux-Saint-Hilaire | André Meuraillon*     |                    | DVD         | Canton supprimé            | Canton supprimé | Canton supprimé |
| Blanzac-Porcheresse      | François Lucas        |                    | UMP         | Canton supprimé            | Canton supprimé | Canton supprimé |
| Boëme-Échelle            | Canton créé           | Canton créé        | Canton créé | Marie Claude Rochard       |                 | PS              |
| Boëme-Échelle            | Canton créé           | Canton créé        | Canton créé | Jean Michel Tamagna        |                 | PS              |
| Boixe-et-Manslois        | Canton créé           | Canton créé        | Canton créé | Patrick Berthault          |                 | PCF             |
| Boixe-et-Manslois        | Canton créé           | Canton créé        | Canton créé | Nicole Bonnefoy            |                 | PS              |
| Brossac                  | Marc Courjaud*        |                    | DVD         | Canton supprimé            | Canton supprimé | Canton supprimé |
| Chabanais                | Jean-Marie Judde*     |                    | DVG         | Canton supprimé            | Canton supprimé | Canton supprimé |
| Chalais                  | Joël Boniface*        |                    | UMP         | Canton supprimé            | Canton supprimé | Canton supprimé |
| Champagne-Mouton         | Gérard Desouhant*     |                    | DVG         | Canton supprimé            | Canton supprimé | Canton supprimé |
| Charente-Bonnieure       | Canton créé           | Canton créé        | Canton créé | Fabrice Point              |                 | PS              |
| Charente-Bonnieure       | Canton créé           | Canton créé        | Canton créé | Sandrine Precigout         |                 | PS              |
| Charente-Champagne       | Canton créé           | Canton créé        | Canton créé | Marie-Claude Guionnet      |                 | DVD             |
| Charente-Champagne       | Canton créé           | Canton créé        | Canton créé | Jean-Paul Zucchi           |                 | UMP             |
| Charente-Nord            | Canton créé           | Canton créé        | Canton créé | Brigitte Fouré             |                 | DVD             |
| Charente-Nord            | Canton créé           | Canton créé        | Canton créé | Didier Villat              |                 | DVD             |
| Charente-Sud             | Canton créé           | Canton créé        | Canton créé | Jacques Chabot             |                 | UDI             |
| Charente-Sud             | Canton créé           | Canton créé        | Canton créé | Isabelle Lagarde           |                 | DVD             |
| Charente-Vienne          | Canton créé           | Canton créé        | Canton créé | Philippe Bouty             |                 | DVG             |
| Charente-Vienne          | Canton créé           | Canton créé        | Canton créé | Jeanine Durepaire          |                 | DVG             |
| Châteauneuf-sur-Charente | Jean-Paul Zucchi      |                    | UMP         | Canton supprimé            | Canton supprimé | Canton supprimé |
| Cognac-Nord              | Robert Richard        |                    | PS          | Canton supprimé            | Canton supprimé | Canton supprimé |
| Cognac-Sud               | Jean Gombert          |                    | UMP         | Canton supprimé            | Canton supprimé | Canton supprimé |
| Cognac-1                 | Canton créé           | Canton créé        | Canton créé | Jean-Hubert Lelièvre       |                 | DVD             |
| Cognac-1                 | Canton créé           | Canton créé        | Canton créé | Florence Péchevis          |                 | DVD             |
| Cognac-2                 | Canton créé           | Canton créé        | Canton créé | Pierre Yves Briand         |                 | DVG             |
| Cognac-2                 | Canton créé           | Canton créé        | Canton créé | Émilie Richaud             |                 | DVD             |
| Confolens-Nord           | Philippe Bouty        |                    | PS          | Canton supprimé            | Canton supprimé | Canton supprimé |
| Confolens-Sud            | Jean-Noël Dupré*      |                    | UDI         | Canton supprimé            | Canton supprimé | Canton supprimé |
| La Couronne              | Jean-François Dauré   |                    | PS          | Jean-François Dauré        |                 | PS              |
| La Couronne              | Jean-François Dauré   | Fabienne Godichaud | PS          |                            | PS              |                 |
| Gond-Pontouvre           | Jeanne Filloux        |                    | DVG         | Jeanne Filloux             |                 | DVG             |
| Gond-Pontouvre           | Jeanne Filloux        | Thibaut Simonin    | DVG         |                            | PS              |                 |
| Hiersac                  | Didier Louis*         |                    | PS          | Canton supprimé            | Canton supprimé | Canton supprimé |
| Jarnac                   | Jean-Pierre Denieul   |                    | DVG         | Catherine Parent           |                 | UDI             |
| Jarnac                   | Jean-Pierre Denieul   | Jérôme Sourisseau  | DVG         |                            | UDI             |                 |
| Mansle                   | Nicole Bonnefoy       |                    | PS          | Canton supprimé            | Canton supprimé | Canton supprimé |
| Montbron                 | Michel Boutant        |                    | PS          | Canton supprimé            | Canton supprimé | Canton supprimé |
| Montembœuf               | Jean-Pierre Montauban |                    | DVG         | Canton supprimé            | Canton supprimé | Canton supprimé |
| Montmoreau-Saint-Cybard  | Jean-Michel Bolvin*   |                    | UMP         | Canton supprimé            | Canton supprimé | Canton supprimé |
| La Rochefoucauld         | Guy Branchut*         |                    | PS          | Canton supprimé            | Canton supprimé | Canton supprimé |
| Rouillac                 | François Bonneau      |                    | DVD         | Canton supprimé            | Canton supprimé | Canton supprimé |
| Ruelle-sur-Touvre        | Jacques Persyn        |                    | FG          | Canton supprimé            | Canton supprimé | Canton supprimé |
| Ruffec                   | Bernard Charbonneau*  |                    | DVG         | Canton supprimé            | Canton supprimé | Canton supprimé |
| Saint-Amant-de-Boixe     | Patrick Berthault     |                    | PCF         | Canton supprimé            | Canton supprimé | Canton supprimé |
| Saint-Claud              | Claude Burlier*       |                    | PS          | Canton supprimé            | Canton supprimé | Canton supprimé |
| Segonzac                 | Jérôme Sourisseau     |                    | UDI         | Canton supprimé            | Canton supprimé | Canton supprimé |
| Soyaux                   | Abel Migné*           |                    | PS          | Canton supprimé            | Canton supprimé | Canton supprimé |
| Touvre-et-Braconne       | Canton créé           | Canton créé        | Canton créé | Jacques Persyn             |                 | PCF             |
| Touvre-et-Braconne       | Canton créé           | Canton créé        | Canton créé | Fatna Ziad                 |                 | DVG             |
| Tude-et-Lavalette        | Canton créé           | Canton créé        | Canton créé | Didier Jobit               |                 | UDI             |
| Tude-et-Lavalette        | Canton créé           | Canton créé        | Canton créé | Christine Labrousse        |                 | DVD             |
| Val de Nouère            | Canton créé           | Canton créé        | Canton créé | Marie Henriette Beaugendre |                 | DVD             |
| Val de Nouère            | Canton créé           | Canton créé        | Canton créé | François Bonneau           |                 | DVD             |
| Val de Tardoire          | Canton créé           | Canton créé        | Canton créé | Michel Boutant             |                 | PS              |
| Val de Tardoire          | Canton créé           | Canton créé        | Canton créé | Maryne Lavie-Cambot        |                 | EÉLV            |
| Villebois-Lavalette      | Didier Jobit          |                    | UDI         | Canton supprimé            | Canton supprimé | Canton supprimé |
| Villefagnan              | Christiane Prévost*   |                    | PS          | Canton supprimé            | Canton supprimé | Canton supprimé |

* Conseillers généraux sortants ne se représentant pas 
M. Joël Boniface (DVD), conseiller général sortant du canton de Chalais, se présente en tant que remplaçant de M. Didier Jobit (UDI) sur le canton de Tude-et-Lavalette; ils sont élus.
M. Bernard Charbonneau (PS), conseiller général sortant du canton de Ruffec, se présente en tant que remplaçant de M. Franck Bonnet (PS) sur le canton de Charente-Nord; ils ne sont pas élus.

## Résultats par canton

### Canton d'Angoulême-1
| Candidats            | Candidats         | Partis      | Partis      | Premier tour | Premier tour | Second tour | Second tour |
| Candidats            | Candidats         | Partis      | Partis      | Voix         | %            | Voix        | %           |
| -------------------- | ----------------- | ----------- | ----------- | ------------ | ------------ | ----------- | ----------- |
| 1                    | David Comet*      |             | PS          | 1 171        | 23,28        | 1 918       | 39,29       |
| 1                    | Nadine Villeneuve |             | PS          | 1 171        | 23,28        | 1 918       | 39,29       |
| 2                    | Christophe Gillet |             | FN          | 1 020        | 20,28        |             |             |
| 2                    | Catherine Meunier |             | FN          | 1 020        | 20,28        |             |             |
| 3                    | Agnès Bel         |             | DVD         | 2 140        | 42,54        | 2 964       | 60,71       |
| 3                    | Samuel Cazenave   |             | UDI         | 2 140        | 42,54        | 2 964       | 60,71       |
| 4                    | Djillali Merioua  |             | DVG         | 699          | 13,90        |             |             |
| 4                    | Claudine Verneuil |             | DVG         | 699          | 13,90        |             |             |
|                      |                   |             |             |              |              |             |             |
| Inscrits             | Inscrits          | Inscrits    | Inscrits    | 12 241       | 100,00       | 12 241      | 100,00      |
| Abstentions          | Abstentions       | Abstentions | Abstentions | 6 966        | 56,91        | 6 935       | 56,65       |
| Votants              | Votants           | Votants     | Votants     | 5 275        | 43,09        | 5 306       | 43,35       |
| Blancs               | Blancs            | Blancs      | Blancs      | 150          | 2,84         | 283         | 5,33        |
| Nuls                 | Nuls              | Nuls        | Nuls        | 95           | 1,80         | 141         | 2,66        |
| Exprimés             | Exprimés          | Exprimés    | Exprimés    | 5 030        | 95,36        | 4 882       | 92,01       |
| * conseiller sortant |                   |             |             |              |              |             |             |

### Canton d'Angoulême-2
| Candidats            | Candidats             | Partis      | Partis      | Premier tour | Premier tour | Second tour | Second tour |
| Candidats            | Candidats             | Partis      | Partis      | Voix         | %            | Voix        | %           |
| -------------------- | --------------------- | ----------- | ----------- | ------------ | ------------ | ----------- | ----------- |
| 1                    | Danièle Duclaud       |             | FN          | 1 058        | 19,55        |             |             |
| 1                    | Olivier Gallet        |             | FN          | 1 058        | 19,55        |             |             |
| 2                    | Annick Richard        |             | PS          | 2 410        | 44,53        | 2 697       | 50,66       |
| 2                    | Frédéric Sardin*      |             | PS          | 2 410        | 44,53        | 2 697       | 50,66       |
| 3                    | Véronique de Maillard |             | DVD         | 1 944        | 35,92        | 2 626       | 49,34       |
| 3                    | Olivier Rivière       |             | DVD         | 1 944        | 35,92        | 2 626       | 49,34       |
|                      |                       |             |             |              |              |             |             |
| Inscrits             | Inscrits              | Inscrits    | Inscrits    | 12 432       | 100,00       | 12 432      | 100,00      |
| Abstentions          | Abstentions           | Abstentions | Abstentions | 6 674        | 53,68        | 6 660       | 53,57       |
| Votants              | Votants               | Votants     | Votants     | 5 758        | 46,32        | 5 772       | 46,43       |
| Blancs               | Blancs                | Blancs      | Blancs      | 194          | 3,37         | 267         | 4,63        |
| Nuls                 | Nuls                  | Nuls        | Nuls        | 152          | 2,64         | 181         | 3,14        |
| Exprimés             | Exprimés              | Exprimés    | Exprimés    | 5 412        | 93,99        | 5 324       | 92,24       |
| * conseiller sortant |                       |             |             |              |              |             |             |

### Canton d'Angoulême-3
La situation à gauche était complexe. En effet, le vote des militants PS a désigné le binôme Rachid Rahmani/Fadila Dahmani pour représenter le parti, mettant de côté celui de la conseillère générale sortante Janine Guinandie. Cependant, celle-ci a décidé de maintenir sa candidature, en étant soutenue par le président sortant (PS) du conseil général Michel Boutant. Le 27 février 2015, Janine Guinandie déclare avoir, par conséquent, démissionné du PS. Finalement, les deux candidats de gauche sont éliminés à l'issue du premier tour, et c'est le binôme de droite qui est élu.
| Candidats            | Candidats               | Partis      | Partis      | Premier tour | Premier tour | Second tour | Second tour |
| Candidats            | Candidats               | Partis      | Partis      | Voix         | %            | Voix        | %           |
| -------------------- | ----------------------- | ----------- | ----------- | ------------ | ------------ | ----------- | ----------- |
| 1                    | Janine Guinandie*       |             | DVG         | 1 075        | 16,62        |             |             |
| 1                    | Victor Kerriguy         |             | DVG         | 1 075        | 16,62        |             |             |
| 2                    | Fadilla Dahmani         |             | PS          | 957          | 14,79        |             |             |
| 2                    | Rachid Rahmani          |             | PS          | 957          | 14,79        |             |             |
| 3                    | Denis Lavauzelle        |             | FG          | 550          | 8,50         |             |             |
| 3                    | Christine Victoria      |             | FG          | 550          | 8,50         |             |             |
| 4                    | Marie-Christine Cardoso |             | FN          | 1 158        | 17,90        | 1 207       | 21,26       |
| 4                    | Geoffray Gourré         |             | FN          | 1 158        | 17,90        | 1 207       | 21,26       |
| 5                    | Stéphanie Garcia        |             | DVD         | 2 729        | 42,19        | 4 470       | 78,74       |
| 5                    | François Nebout         |             | DVD         | 2 729        | 42,19        | 4 470       | 78,74       |
|                      |                         |             |             |              |              |             |             |
| Inscrits             | Inscrits                | Inscrits    | Inscrits    | 14 704       | 100,00       | 14 704      | 100,00      |
| Abstentions          | Abstentions             | Abstentions | Abstentions | 7 991        | 54,35        | 8 222       | 55,92       |
| Votants              | Votants                 | Votants     | Votants     | 6 713        | 45,65        | 6 482       | 44,08       |
| Blancs               | Blancs                  | Blancs      | Blancs      | 161          | 2,40         | 583         | 8,99        |
| Nuls                 | Nuls                    | Nuls        | Nuls        | 83           | 1,24         | 222         | 3,42        |
| Exprimés             | Exprimés                | Exprimés    | Exprimés    | 6 469        | 96,37        | 5 677       | 87,58       |
| * conseiller sortant |                         |             |             |              |              |             |             |

### Canton de Boëme-Échelle
| Candidats            | Candidats            | Partis      | Partis      | Premier tour | Premier tour | Second tour | Second tour |
| Candidats            | Candidats            | Partis      | Partis      | Voix         | %            | Voix        | %           |
| -------------------- | -------------------- | ----------- | ----------- | ------------ | ------------ | ----------- | ----------- |
| 1                    | Marie Claude Rochard |             | PS          | 2 301        | 36,30        | 2 683       | 39,87       |
| 1                    | Jean-Michel Tamagna  |             | PS          | 2 301        | 36,30        | 2 683       | 39,87       |
| 2                    | Annick Andrieux      |             | DVD         | 2 202        | 34,74        | 2 423       | 35,64       |
| 2                    | François Lucas*      |             | DVD         | 2 202        | 34,74        | 2 423       | 35,64       |
| 3                    | René Diamanti        |             | FN          | 1 836        | 28,96        | 1 692       | 24,89       |
| 3                    | Marilyne Nicoleau    |             | FN          | 1 836        | 28,96        | 1 692       | 24,89       |
|                      |                      |             |             |              |              |             |             |
| Inscrits             | Inscrits             | Inscrits    | Inscrits    | 13 850       | 100,00       | 13 850      | 100,00      |
| Abstentions          | Abstentions          | Abstentions | Abstentions | 7 076        | 51,09        | 6 703       | 48,40       |
| Votants              | Votants              | Votants     | Votants     | 6 774        | 48,91        | 7 147       | 51,60       |
| Blancs               | Blancs               | Blancs      | Blancs      | 275          | 4,06         | 216         | 3,02        |
| Nuls                 | Nuls                 | Nuls        | Nuls        | 160          | 2,36         | 133         | 1,86        |
| Exprimés             | Exprimés             | Exprimés    | Exprimés    | 6 339        | 93,58        | 6 798       | 95,12       |
| * conseiller sortant |                      |             |             |              |              |             |             |

### Canton de Boixe-et-Manslois
| Candidats            | Candidats                  | Partis      | Partis      | Premier tour | Premier tour | Second tour | Second tour |
| Candidats            | Candidats                  | Partis      | Partis      | Voix         | %            | Voix        | %           |
| -------------------- | -------------------------- | ----------- | ----------- | ------------ | ------------ | ----------- | ----------- |
| 1                    | Bernadette Chatagnon       |             | FN          | 1 949        | 29,33        | 2 301       | 35,63       |
| 1                    | Éric Laforge               |             | FN          | 1 949        | 29,33        | 2 301       | 35,63       |
| 2                    | Patrick Berthault*         |             | PCF         | 3 323        | 50,00        | 4 157       | 64,37       |
| 2                    | Nicole Bonnefoy*           |             | PS          | 3 323        | 50,00        | 4 157       | 64,37       |
| 3                    | Patrick-Édouard Bernardeau |             | UDI         | 1 374        | 20,67        |             |             |
| 3                    | Bernadette Gardette        |             | UMP         | 1 374        | 20,67        |             |             |
|                      |                            |             |             |              |              |             |             |
| Inscrits             | Inscrits                   | Inscrits    | Inscrits    | 13 295       | 100,00       | 13 294      | 100,00      |
| Abstentions          | Abstentions                | Abstentions | Abstentions | 6 193        | 46,58        | 6 103       | 45,91       |
| Votants              | Votants                    | Votants     | Votants     | 7 102        | 53,42        | 7 191       | 54,09       |
| Blancs               | Blancs                     | Blancs      | Blancs      | 250          | 3,52         | 446         | 6,20        |
| Nuls                 | Nuls                       | Nuls        | Nuls        | 206          | 2,90         | 287         | 3,99        |
| Exprimés             | Exprimés                   | Exprimés    | Exprimés    | 6 646        | 93,58        | 6 458       | 89,81       |
| * conseiller sortant |                            |             |             |              |              |             |             |

### Canton de Charente-Bonnieure
| Candidats            | Candidats              | Partis      | Partis      | Premier tour | Premier tour | Second tour | Second tour |
| Candidats            | Candidats              | Partis      | Partis      | Voix         | %            | Voix        | %           |
| -------------------- | ---------------------- | ----------- | ----------- | ------------ | ------------ | ----------- | ----------- |
| 1                    | Pascale Jouaron        |             | DVG         | 1 339        | 19,86        |             |             |
| 1                    | Jean-Pierre Montauban* |             | DVG         | 1 339        | 19,86        |             |             |
| 2                    | Jean-Claude Fourgeaud  |             | DVD         | 1 812        | 26,88        | 3 160       | 48,98       |
| 2                    | Ingrid Vincent         |             | DVD         | 1 812        | 26,88        | 3 160       | 48,98       |
| 2                    | Fabrice Point          |             | PS          | 1 702        | 25,25        | 3 291       | 51,02       |
| 2                    | Sandrine Précigout     |             | PS          | 1 702        | 25,25        | 3 291       | 51,02       |
| 3                    | Alain Bohère           |             | PCF         | 561          | 8,32         |             |             |
| 3                    | Catherine Raynaud      |             | PCF         | 561          | 8,32         |             |             |
| 4                    | Nicolas Duquerroy      |             | FN          | 1 327        | 19,69        |             |             |
| 4                    | Yseult Goutierre       |             | FN          | 1 327        | 19,69        |             |             |
|                      |                        |             |             |              |              |             |             |
| Inscrits             | Inscrits               | Inscrits    | Inscrits    | 13 166       | 100,00       | 13 165      | 100,00      |
| Abstentions          | Abstentions            | Abstentions | Abstentions | 6 054        | 45,98        | 6 074       | 46,14       |
| Votants              | Votants                | Votants     | Votants     | 7 112        | 54,02        | 7 091       | 53,86       |
| Blancs               | Blancs                 | Blancs      | Blancs      | 180          | 2,53         | 318         | 4,48        |
| Nuls                 | Nuls                   | Nuls        | Nuls        | 191          | 2,69         | 322         | 4,54        |
| Exprimés             | Exprimés               | Exprimés    | Exprimés    | 6 741        | 94,78        | 6 451       | 90,97       |
| * conseiller sortant |                        |             |             |              |              |             |             |

### Canton de Charente-Champagne
| Candidats            | Candidats               | Partis      | Partis      | Premier tour | Premier tour | Second tour | Second tour |
| Candidats            | Candidats               | Partis      | Partis      | Voix         | %            | Voix        | %           |
| -------------------- | ----------------------- | ----------- | ----------- | ------------ | ------------ | ----------- | ----------- |
| 1                    | Aurélie Joumier-Michaud |             | DVD         | 659          | 11,04        |             |             |
| 1                    | Bernard Mauzé           |             | DVD         | 659          | 11,04        |             |             |
| 2                    | Michel Fougère          |             | DVD         | 629          | 10,54        |             |             |
| 2                    | Monique Percept         |             | DVD         | 629          | 10,54        |             |             |
| 3                    | Philippe Ormèche        |             | PS          | 1 247        | 20,89        |             |             |
| 3                    | Marie-Jeanne Vian       |             | PS          | 1 247        | 20,89        |             |             |
| 4                    | Marie-Claude Guionnet   |             | DVD         | 1 804        | 30,23        | 3 894       | 66,50       |
| 4                    | Jean-Paul Zucchi*       |             | UMP         | 1 804        | 30,23        | 3 894       | 66,50       |
| 5                    | Aurélie de Azevedo      |             | FN          | 1 629        | 27,30        | 1 962       | 33,50       |
| 5                    | Denis Moreau            |             | FN          | 1 629        | 27,30        | 1 962       | 33,50       |
|                      |                         |             |             |              |              |             |             |
| Inscrits             | Inscrits                | Inscrits    | Inscrits    | 13 206       | 100,00       | 13 206      | 100,00      |
| Abstentions          | Abstentions             | Abstentions | Abstentions | 6 869        | 52,01        | 6 693       | 50,68       |
| Votants              | Votants                 | Votants     | Votants     | 6 337        | 47,99        | 6 513       | 49,32       |
| Blancs               | Blancs                  | Blancs      | Blancs      | 249          | 3,93         | 409         | 6,28        |
| Nuls                 | Nuls                    | Nuls        | Nuls        | 120          | 1,89         | 248         | 3,81        |
| Exprimés             | Exprimés                | Exprimés    | Exprimés    | 5 968        | 94,18        | 5 856       | 89,91       |
| * conseiller sortant |                         |             |             |              |              |             |             |

### Canton de Charente-Nord
| Candidats            | Candidats             | Partis      | Partis      | Premier tour | Premier tour | Second tour | Second tour |
| Candidats            | Candidats             | Partis      | Partis      | Voix         | %            | Voix        | %           |
| -------------------- | --------------------- | ----------- | ----------- | ------------ | ------------ | ----------- | ----------- |
| 1                    | Brigitte Fouré        |             | DVD         | 3 239        | 40,98        | 4 586       | 58,98       |
| 1                    | Didier Villat         |             | DVD         | 3 239        | 40,98        | 4 586       | 58,98       |
| 2                    | Franck Bonnet*        |             | PS          | 2 222        | 28,12        | 3 189       | 41,02       |
| 2                    | Catherine Boulenger   |             | PS          | 2 222        | 28,12        | 3 189       | 41,02       |
| 3                    | Violetta Dorlac       |             | DVG         | 957          | 12,11        |             |             |
| 3                    | Christophe Mauvillain |             | PCF         | 957          | 12,11        |             |             |
| 4                    | Patrick Chatenet      |             | FN          | 1 485        | 18,79        |             |             |
| 4                    | Céline Cogulet        |             | FN          | 1 485        | 18,79        |             |             |
|                      |                       |             |             |              |              |             |             |
| Inscrits             | Inscrits              | Inscrits    | Inscrits    | 14 413       | 100,00       | 14 413      | 100,00      |
| Abstentions          | Abstentions           | Abstentions | Abstentions | 6 031        | 41,84        | 5 753       | 39,92       |
| Votants              | Votants               | Votants     | Votants     | 8 382        | 58,16        | 8 660       | 60,08       |
| Blancs               | Blancs                | Blancs      | Blancs      | 292          | 3,48         | 465         | 5,37        |
| Nuls                 | Nuls                  | Nuls        | Nuls        | 187          | 2,23         | 420         | 4,85        |
| Exprimés             | Exprimés              | Exprimés    | Exprimés    | 7 903        | 94,29        | 7 775       | 89,78       |
| * conseiller sortant |                       |             |             |              |              |             |             |

### Canton de Charente-Sud
| Candidats   | Candidats          | Partis      | Partis      | Premier tour | Premier tour | Second tour | Second tour |
| Candidats   | Candidats          | Partis      | Partis      | Voix         | %            | Voix        | %           |
| ----------- | ------------------ | ----------- | ----------- | ------------ | ------------ | ----------- | ----------- |
| 1           | Jacques Chabot     |             | UDI         | 2 988        | 41,68        | 3 985       | 59,25       |
| 1           | Isabelle Lagarde   |             | DVD         | 2 988        | 41,68        | 3 985       | 59,25       |
| 2           | Marie Bauret       |             | PS          | 1 902        | 26,53        | 2 741       | 40,75       |
| 2           | Jacques Mikulovic  |             | PS          | 1 902        | 26,53        | 2 741       | 40,75       |
| 3           | Françoise Durand   |             | DVG         | 503          | 7,02         |             |             |
| 3           | Jean-Louis Poly    |             | PCF         | 503          | 7,02         |             |             |
| 4           | Christine Galvaire |             | FN          | 1 776        | 24,77        |             |             |
| 4           | Jérôme Jaulin      |             | FN          | 1 776        | 24,77        |             |             |
|             |                    |             |             |              |              |             |             |
| Inscrits    | Inscrits           | Inscrits    | Inscrits    | 14 952       | 100,00       | 14 947      | 100,00      |
| Abstentions | Abstentions        | Abstentions | Abstentions | 7 297        | 48,8         | 7 436       | 49,75       |
| Votants     | Votants            | Votants     | Votants     | 7 655        | 51,2         | 7 511       | 50,25       |
| Blancs      | Blancs             | Blancs      | Blancs      | 293          | 3,83         | 417         | 5,55        |
| Nuls        | Nuls               | Nuls        | Nuls        | 193          | 2,52         | 368         | 4,9         |
| Exprimés    | Exprimés           | Exprimés    | Exprimés    | 7 169        | 93,65        | 6 726       | 89,55       |

### Canton de Charente-Vienne
| Candidats            | Candidats            | Partis      | Partis      | Premier tour | Premier tour | Second tour | Second tour |
| Candidats            | Candidats            | Partis      | Partis      | Voix         | %            | Voix        | %           |
| -------------------- | -------------------- | ----------- | ----------- | ------------ | ------------ | ----------- | ----------- |
| 1                    | Lilian Jean          |             | PS          | 492          | 6,46         |             |             |
| 1                    | Danièle Trimoulinard |             | PS          | 492          | 6,46         |             |             |
| 2                    | Claire Bely          |             | FN          | 1 488        | 19,55        |             |             |
| 2                    | Jean-Pierre Tournier |             | FN          | 1 488        | 19,55        |             |             |
| 3                    | Fabrice Audoin       |             | PCF         | 1 116        | 14,66        |             |             |
| 3                    | Edwige Gagneur       |             | PCF         | 1 116        | 14,66        |             |             |
| 4                    | Jacky Martineau      |             | DVD         | 2 009        | 26,40        | 3 101       | 43,13       |
| 4                    | Marie-Claude Poinet  |             | DVD         | 2 009        | 26,40        | 3 101       | 43,13       |
| 5                    | Philippe Bouty*      |             | DVG         | 2 506        | 32,93        | 4 089       | 56,87       |
| 5                    | Jeanine Durepaire    |             | DVG         | 2 506        | 32,93        | 4 089       | 56,87       |
|                      |                      |             |             |              |              |             |             |
| Inscrits             | Inscrits             | Inscrits    | Inscrits    | 14 158       | 100,00       | 14 158      | 100,00      |
| Abstentions          | Abstentions          | Abstentions | Abstentions | 5 986        | 42,28        | 5 974       | 42,20       |
| Votants              | Votants              | Votants     | Votants     | 8 172        | 57,72        | 8 184       | 57,80       |
| Blancs               | Blancs               | Blancs      | Blancs      | 320          | 3,92         | 502         | 6,13        |
| Nuls                 | Nuls                 | Nuls        | Nuls        | 241          | 2,95         | 492         | 6,01        |
| Exprimés             | Exprimés             | Exprimés    | Exprimés    | 7 611        | 93,14        | 7190        | 87,85       |
| * conseiller sortant |                      |             |             |              |              |             |             |

### Canton de Cognac-1
| Candidats            | Candidats              | Partis      | Partis      | Premier tour | Premier tour | Second tour | Second tour |
| Candidats            | Candidats              | Partis      | Partis      | Voix         | %            | Voix        | %           |
| -------------------- | ---------------------- | ----------- | ----------- | ------------ | ------------ | ----------- | ----------- |
| 1                    | Isabelle Berthelot     |             | DVD         | 636          | 11,11        |             |             |
| 1                    | Dominique Souchaud     |             | DVD         | 636          | 11,11        |             |             |
| 2                    | Olivier Magique        |             | PCF         | 349          | 6,10         |             |             |
| 2                    | Claudine Poncy         |             | PCF         | 349          | 6,10         |             |             |
| 3                    | Georges Clot           |             | FN          | 1 256        | 21,94        |             |             |
| 3                    | Isabelle Lassalle      |             | FN          | 1 256        | 21,94        |             |             |
| 4                    | Nathalie Lacroix       |             | PRG         | 1 396        | 24,38        | 2 260       | 42,25       |
| 4                    | Robert Richard*        |             | PS          | 1 396        | 24,38        | 2 260       | 42,25       |
| 5                    | Jean-François Depoutot |             | MNR         | 28           | 0,49         |             |             |
| 5                    | Michèle Depoutot       |             | MNR         | 28           | 0,49         |             |             |
| 6                    | Lilian Jousson         |             | DVD         | 752          | 13,13        |             |             |
| 6                    | Christiane Perriot     |             | DVD         | 752          | 13,13        |             |             |
| 7                    | Jean-Hubert Lelièvre   |             | UMP         | 1 309        | 22,86        | 3 089       | 57,75       |
| 7                    | Florence Péchevis      |             | DVD         | 1 309        | 22,86        | 3 089       | 57,75       |
|                      |                        |             |             |              |              |             |             |
| Inscrits             | Inscrits               | Inscrits    | Inscrits    | 12 711       | 100,00       | 12 711      | 100,00      |
| Abstentions          | Abstentions            | Abstentions | Abstentions | 6 677        | 52,53        | 6 774       | 53,29       |
| Votants              | Votants                | Votants     | Votants     | 6 034        | 47,47        | 5 937       | 46,71       |
| Blancs               | Blancs                 | Blancs      | Blancs      | 199          | 3,3          | 354         | 5,96        |
| Nuls                 | Nuls                   | Nuls        | Nuls        | 109          | 1,81         | 234         | 3,94        |
| Exprimés             | Exprimés               | Exprimés    | Exprimés    | 5 726        | 94,9         | 5 349       | 90,1        |
| * conseiller sortant |                        |             |             |              |              |             |             |

### Canton de Cognac-2
Le sortant Jean Gombert (DVD), candidat aux côtés d'Émilie Richaud, est décédé durant la campagne, le 5 mars 2015. Comme le veut la loi, son remplaçant Pierre-Yves Briand (DVG) lui succède, ce qui a créé une polémique car il a envisagé de ne pas siéger avec le groupe de droite.
| Candidats   | Candidats            | Partis      | Partis      | Premier tour | Premier tour | Second tour | Second tour |
| Candidats   | Candidats            | Partis      | Partis      | Voix         | %            | Voix        | %           |
| ----------- | -------------------- | ----------- | ----------- | ------------ | ------------ | ----------- | ----------- |
| 1           | Pierre-Alain Dorange |             | PG          | 426          | 8,47         |             |             |
| 1           | Sylvie Mamet         |             | PG          | 426          | 8,47         |             |             |
| 2           | Francis Neraudeau    |             | FN          | 1 378        | 27,40        | 1 560       | 31,40       |
| 2           | Laïla Zelmati        |             | FN          | 1 378        | 27,40        | 1 560       | 31,40       |
| 3           | Pierre Yves Briand   |             | DVG         | 2 052        | 40,80        | 3 408       | 68,60       |
| 3           | Émilie Richaud       |             | DVD         | 2 052        | 40,80        | 3 408       | 68,60       |
| 4           | Christel Gombaud     |             | PS          | 1 173        | 23,32        |             |             |
| 4           | Olivier Touboul      |             | PS          | 1 173        | 23,32        |             |             |
|             |                      |             |             |              |              |             |             |
| Inscrits    | Inscrits             | Inscrits    | Inscrits    | 11 928       | 100,00       | 11 931      | 100,00      |
| Abstentions | Abstentions          | Abstentions | Abstentions | 6 644        | 55,7         | 6 464       | 54,18       |
| Votants     | Votants              | Votants     | Votants     | 5 284        | 44,3         | 5 467       | 45,82       |
| Blancs      | Blancs               | Blancs      | Blancs      | 164          | 3,1          | 381         | 6,97        |
| Nuls        | Nuls                 | Nuls        | Nuls        | 91           | 1,72         | 118         | 2,16        |
| Exprimés    | Exprimés             | Exprimés    | Exprimés    | 5 029        | 95,17        | 4 968       | 90,87       |

### Canton de La Couronne
| 1                    | André Bonichon       |             | DVD         | 1 134  | 22,90  |  |  |
| 1                    | Marilyn Houry        |             | DVD         | 1 134  | 22,90  |  |  |
| 2                    | Jean-François Dauré* |             | PS          | 3 011  | 60,79  |  |  |
| 2                    | Fabienne Godichaud   |             | PS          | 3 011  | 60,79  |  |  |
| 3                    | Pierre Deplanque     |             | PDF         | 808    | 16,31  |  |  |
| 3                    | Dolorès Thomas       |             | PDF         | 808    | 16,31  |  |  |
|                      |                      |             |             |        |        |  |  |
| Inscrits             | Inscrits             | Inscrits    | Inscrits    | 11 095 | 100,00 |  |  |
| Abstentions          | Abstentions          | Abstentions | Abstentions | 5 708  | 51,45  |  |  |
| Votants              | Votants              | Votants     | Votants     | 5 387  | 48,55  |  |  |
| Blancs               | Blancs               | Blancs      | Blancs      | 262    | 4,86   |  |  |
| Nuls                 | Nuls                 | Nuls        | Nuls        | 172    | 3,19   |  |  |
| Exprimés             | Exprimés             | Exprimés    | Exprimés    | 4 953  | 91,94  |  |  |
| * conseiller sortant |                      |             |             |        |        |  |  |

### Canton de Gond-Pontouvre
Jeanne Filloux, conseillère générale sortante socialiste, ne paye plus ses cotisations d'élus au PS. Elle en est donc exclue avant le scrutin mais bénéficie tout de même du soutien du PS.
Elle affronte l'un des seuls binômes UMP de Charente : Corinne Meyer est conseillère municipale d'opposition à Gond-Pontouvre et Benoît Miège-Declerq est conseiller municipal d'opposition à Saint-Yrieix.
| Candidats            | Candidats             | Partis      | Partis      | Premier tour | Premier tour | Second tour | Second tour |
| Candidats            | Candidats             | Partis      | Partis      | Voix         | %            | Voix        | %           |
| -------------------- | --------------------- | ----------- | ----------- | ------------ | ------------ | ----------- | ----------- |
| 1                    | Pascal Fauconnet      |             | FN          | 1 797        | 25,40        |             |             |
| 1                    | Albane Robichon       |             | FN          | 1 797        | 25,40        |             |             |
| 2                    | Jeanne Filloux*       |             | DVG         | 2 609        | 36,88        | 3 584       | 54,20       |
| 2                    | Thibaut Simonin       |             | PS          | 2 609        | 36,88        | 3 584       | 54,20       |
| 3                    | Corinne Meyer         |             | UMP         | 1 849        | 26,14        | 3 028       | 45,80       |
| 3                    | Benoît Miège-Declercq |             | UMP         | 1 849        | 26,14        | 3 028       | 45,80       |
| 4                    | Maryline Guerin       |             | PCF         | 819          | 11,58        |             |             |
| 4                    | Bruno Pierre          |             | DVG         | 819          | 11,58        |             |             |
|                      |                       |             |             |              |              |             |             |
| Inscrits             | Inscrits              | Inscrits    | Inscrits    | 14 515       | 100,00       | 14 513      | 100,00      |
| Abstentions          | Abstentions           | Abstentions | Abstentions | 7 010        | 48,29        | 7 101       | 48,93       |
| Votants              | Votants               | Votants     | Votants     | 7 505        | 51,71        | 7 412       | 51,07       |
| Blancs               | Blancs                | Blancs      | Blancs      | 291          | 3,88         | 536         | 7,23        |
| Nuls                 | Nuls                  | Nuls        | Nuls        | 140          | 1,87         | 264         | 3,56        |
| Exprimés             | Exprimés              | Exprimés    | Exprimés    | 7 074        | 94,26        | 6 612       | 89,21       |
| * conseiller sortant |                       |             |             |              |              |             |             |

### Canton de Jarnac
| Candidats            | Candidats            | Partis      | Partis      | Premier tour | Premier tour | Second tour | Second tour |
| Candidats            | Candidats            | Partis      | Partis      | Voix         | %            | Voix        | %           |
| -------------------- | -------------------- | ----------- | ----------- | ------------ | ------------ | ----------- | ----------- |
| 1                    | Françoise Ballet     |             | PCF         | 392          | 7,01         |             |             |
| 1                    | Denis Beaufort       |             | PCF         | 392          | 7,01         |             |             |
| 2                    | Jean-Pierre Denieul* |             | DVG         | 1 583        | 28,31        | 2 153       | 41,61       |
| 2                    | Sandra Marsaud       |             | PS          | 1 583        | 28,31        | 2 153       | 41,61       |
| 3                    | Christian Bouin      |             | FN          | 1 421        | 25,41        |             |             |
| 3                    | Laurence Gauthier    |             | FN          | 1 421        | 25,41        |             |             |
| 4                    | Catherine Parent     |             | UDI         | 2 196        | 39,27        | 3 021       | 58,39       |
| 4                    | Jérôme Sourisseau*   |             | UDI         | 2 196        | 39,27        | 3 021       | 58,39       |
|                      |                      |             |             |              |              |             |             |
| Inscrits             | Inscrits             | Inscrits    | Inscrits    | 11 991       | 100,00       | 11 992      | 100,00      |
| Abstentions          | Abstentions          | Abstentions | Abstentions | 6 107        | 50,93        | 6 310       | 52,62       |
| Votants              | Votants              | Votants     | Votants     | 5 884        | 49,07        | 5 682       | 47,38       |
| Blancs               | Blancs               | Blancs      | Blancs      | 176          | 2,99         | 321         | 5,65        |
| Nuls                 | Nuls                 | Nuls        | Nuls        | 116          | 1,97         | 187         | 3,29        |
| Exprimés             | Exprimés             | Exprimés    | Exprimés    | 5 592        | 95,04        | 5 174       | 91,06       |
| * conseiller sortant |                      |             |             |              |              |             |             |

### Canton de Touvre-et-Braconne
| Candidats            | Candidats        | Partis      | Partis      | Premier tour | Premier tour | Second tour | Second tour |
| Candidats            | Candidats        | Partis      | Partis      | Voix         | %            | Voix        | %           |
| -------------------- | ---------------- | ----------- | ----------- | ------------ | ------------ | ----------- | ----------- |
| 1                    | Guillaume Chupin |             | UMP         | 1 635        | 27,86        | 1 888       | 32,60       |
| 1                    | Anne Vergez      |             | UMP         | 1 635        | 27,86        | 1 888       | 32,60       |
| 2                    | Jacques Persyn*  |             | PCF         | 3 365        | 57,34        | 3 903       | 67,40       |
| 2                    | Fatna Ziad       |             | DVG         | 3 365        | 57,34        | 3 903       | 67,40       |
| 3                    | Alain Derycke    |             | PS          | 869          | 14,81        |             |             |
| 3                    | Annie Marc       |             | PS          | 869          | 14,81        |             |             |
|                      |                  |             |             |              |              |             |             |
| Inscrits             | Inscrits         | Inscrits    | Inscrits    | 14 454       | 100,00       | 14 454      | 100,00      |
| Abstentions          | Abstentions      | Abstentions | Abstentions | 7 906        | 54,70        | 8 141       | 56,32       |
| Votants              | Votants          | Votants     | Votants     | 6 548        | 45,30        | 6 313       | 43,68       |
| Blancs               | Blancs           | Blancs      | Blancs      | 441          | 6,73         | 292         | 4,63        |
| Nuls                 | Nuls             | Nuls        | Nuls        | 238          | 3,63         | 230         | 3,64        |
| Exprimés             | Exprimés         | Exprimés    | Exprimés    | 5 869        | 89,63        | 5 791       | 91,73       |
| * conseiller sortant |                  |             |             |              |              |             |             |

### Canton de Tude-et-Lavalette
| Candidats            | Candidats              | Partis      | Partis      | Premier tour | Premier tour | Second tour | Second tour |
| Candidats            | Candidats              | Partis      | Partis      | Voix         | %            | Voix        | %           |
| -------------------- | ---------------------- | ----------- | ----------- | ------------ | ------------ | ----------- | ----------- |
| 1                    | Nathanaëlle Bergeat    |             | PCF         | 589          | 8,11         |             |             |
| 1                    | Michel Joubert         |             | PCF         | 589          | 8,11         |             |             |
| 2                    | Didier Jobit*          |             | UDI         | 2 603        | 35,82        | 3 120       | 40,30       |
| 2                    | Christine Labrousse    |             | DVD         | 2 603        | 35,82        | 3 120       | 40,30       |
| 3                    | Alain Rivière*         |             | DVG         | 2 362        | 32,51        | 3 002       | 38,78       |
| 3                    | Marylise Vella-Frugier |             | PS          | 2 362        | 32,51        | 3 002       | 38,78       |
| 4                    | David Dumas            |             | FN          | 1 712        | 23,56        | 1 620       | 20,92       |
| 4                    | Estelle Rodriguez      |             | FN          | 1 712        | 23,56        | 1 620       | 20,92       |
|                      |                        |             |             |              |              |             |             |
| Inscrits             | Inscrits               | Inscrits    | Inscrits    | 13 631       | 100,00       | 13 629      | 100,00      |
| Abstentions          | Abstentions            | Abstentions | Abstentions | 6 033        | 44,26        | 5 621       | 41,24       |
| Votants              | Votants                | Votants     | Votants     | 7 598        | 55,74        | 8 008       | 58,76       |
| Blancs               | Blancs                 | Blancs      | Blancs      | 201          | 2,65         | 205         | 2,56        |
| Nuls                 | Nuls                   | Nuls        | Nuls        | 131          | 1,72         | 61          | 0,76        |
| Exprimés             | Exprimés               | Exprimés    | Exprimés    | 7 266        | 95,63        | 7 742       | 96,68       |
| * conseiller sortant |                        |             |             |              |              |             |             |

### Canton de Val de Nouère
| Candidats            | Candidats                  | Partis      | Partis      | Premier tour | Premier tour | Second tour | Second tour |
| Candidats            | Candidats                  | Partis      | Partis      | Voix         | %            | Voix        | %           |
| -------------------- | -------------------------- | ----------- | ----------- | ------------ | ------------ | ----------- | ----------- |
| 1                    | Anne-Marie Bernazeau       |             | PS          | 2 362        | 29,83        | 3 255       | 43,83       |
| 1                    | Francis Roy                |             | PS          | 2 362        | 29,83        | 3 255       | 43,83       |
| 2                    | Bernard Clautour           |             | FN          | 1 927        | 24,34        |             |             |
| 2                    | Laura Meunier              |             | FN          | 1 927        | 24,34        |             |             |
| 3                    | Dany Aimé                  |             | DVG         | 567          | 7,16         |             |             |
| 3                    | Serge Desherces            |             | PCF         | 567          | 7,16         |             |             |
| 4                    | Marie-Henriette Beaugendre |             | DVD         | 3 062        | 38,67        | 4 172       | 56,17       |
| 4                    | François Bonneau*          |             | DVD         | 3 062        | 38,67        | 4 172       | 56,17       |
|                      |                            |             |             |              |              |             |             |
| Inscrits             | Inscrits                   | Inscrits    | Inscrits    | 16 170       | 100,00       | 16 169      | 100,00      |
| Abstentions          | Abstentions                | Abstentions | Abstentions | 7 835        | 48,45        | 7 959       | 49,22       |
| Votants              | Votants                    | Votants     | Votants     | 8 335        | 51,55        | 8 210       | 50,78       |
| Blancs               | Blancs                     | Blancs      | Blancs      | 255          | 3,06         | 417         | 5,08        |
| Nuls                 | Nuls                       | Nuls        | Nuls        | 162          | 1,94         | 366         | 4,46        |
| Exprimés             | Exprimés                   | Exprimés    | Exprimés    | 7 918        | 95           | 7 427       | 90,46       |
| * conseiller sortant |                            |             |             |              |              |             |             |

### Canton de Val de Tardoire
| Candidats            | Candidats             | Partis      | Partis      | Premier tour | Premier tour | Second tour | Second tour |
| Candidats            | Candidats             | Partis      | Partis      | Voix         | %            | Voix        | %           |
| -------------------- | --------------------- | ----------- | ----------- | ------------ | ------------ | ----------- | ----------- |
| 1                    | Nicolle Bourdier      |             | PCF         | 1 190        | 15,73        |             |             |
| 1                    | Rémy Merle            |             | PCF         | 1 190        | 15,73        |             |             |
| 2                    | Michel Boutant*       |             | PS          | 3 946        | 52,17        | 4 743       | 61,11       |
| 2                    | Maryse Lavie-Cambot   |             | EÉLV        | 3 946        | 52,17        | 4 743       | 61,11       |
| 3                    | Danielle Combeau      |             | DVD         | 2 428        | 32,10        | 3 018       | 38,89       |
| 3                    | Dominique de Lorgeril |             | DVD         | 2 428        | 32,10        | 3 018       | 38,89       |
|                      |                       |             |             |              |              |             |             |
| Inscrits             | Inscrits              | Inscrits    | Inscrits    | 16 735       | 100,00       | 16 717      | 100,00      |
| Abstentions          | Abstentions           | Abstentions | Abstentions | 8 202        | 49,01        | 8 109       | 48,51       |
| Votants              | Votants               | Votants     | Votants     | 8 533        | 50,99        | 8 608       | 51,49       |
| Blancs               | Blancs                | Blancs      | Blancs      | 539          | 6,32         | 499         | 5,80        |
| Nuls                 | Nuls                  | Nuls        | Nuls        | 430          | 5,04         | 208         | 4,04        |
| Exprimés             | Exprimés              | Exprimés    | Exprimés    | 7 564        | 88,64        | 7 761       | 90,16       |
| * conseiller sortant |                       |             |             |              |              |             |             |